# Lista över fornlämningar i Växjö kommun (Hemmesjö)
Lista över fornlämningar i Växjö kommun (Hemmesjö) är en förteckning av ett urval av de fornlämningar som finns i Hemmesjö i Växjö kommun.
| Namn                                 | Lämningstyp                 | Tillkomsttid | Historisk indelning | Plats | Läge                 | ID-nr          | Bild                                 |
| ------------------------------------ | --------------------------- | ------------ | ------------------- | ----- | -------------------- | -------------- | ------------------------------------ |
| Hemmesjö 1:1                         | Stensättning                |              | Hemmesjö, Småland   |       | 56.918504, 14.987131 | 10071700010001 | Ladda upp en bild av detta fornminne |
| Hemmesjö 3:1                         | Röse                        |              | Hemmesjö, Småland   |       | 56.916092, 14.974473 | 10071700030001 | Ladda upp en bild av detta fornminne |
| Hemmesjö 3:2                         | Röse                        |              | Hemmesjö, Småland   |       | 56.916271, 14.974462 | 10071700030002 | Ladda upp en bild av detta fornminne |
| Hemmesjö 4:1                         | Röse                        |              | Hemmesjö, Småland   |       | 56.914217, 14.974102 | 10071700040001 | Ladda upp en bild av detta fornminne |
| Hemmesjö 4:2                         | Stensättning                |              | Hemmesjö, Småland   |       | 56.914167, 14.974229 | 10071700040002 | Ladda upp en bild av detta fornminne |
| Hemmesjö 5:1                         | Stenkammargrav              |              | Hemmesjö, Småland   |       | 56.920749, 14.963405 | 10071700050001 | Ladda upp en bild av detta fornminne |
| Hemmesjö 6:1                         | Stenkammargrav              |              | Hemmesjö, Småland   |       | 56.909702, 14.982027 | 10071700060001 | Ladda upp en bild av detta fornminne |
| Hemmesjö 7:1                         | Gravfält                    |              | Hemmesjö, Småland   |       | 56.913508, 14.974158 | 10071700070001 | Ladda upp en bild av detta fornminne |
| Hemmesjö 7:2                         | Hällristning                |              | Hemmesjö, Småland   |       | 56.913518, 14.974043 | 10071700070002 | Ladda upp en bild av detta fornminne |
| Hemmesjö 12:1                        | Gravfält                    |              | Hemmesjö, Småland   |       | 56.892965, 14.983970 | 10071700120001 | Ladda upp en bild av detta fornminne |
| Hemmesjö 14:1                        | Stenkammargrav              |              | Hemmesjö, Småland   |       | 56.911512, 14.984145 | 10071700140001 | Ladda upp en bild av detta fornminne |
| Hemmesjö 16:1                        | Hög                         |              | Hemmesjö, Småland   |       | 56.894276, 14.984677 | 10071700160001 | Ladda upp en bild av detta fornminne |
| Gamla kyrkogården (Hemmesjö 17:1)    | Begravningsplats            |              | Hemmesjö, Småland   |       | 56.897289, 14.988556 | 10071700170001 | Ladda upp en bild av detta fornminne |
| Hemmesjö 20:1                        | Röse                        |              | Hemmesjö, Småland   |       | 56.862977, 15.000041 | 10071700200001 | Ladda upp en bild av detta fornminne |
| Hemmesjö 21:1                        | Stenkammargrav              |              | Hemmesjö, Småland   |       | 56.868198, 14.994327 | 10071700210001 | Ladda upp en bild av detta fornminne |
| Vitarör (Hemmesjö 22:1)              | Röse                        |              | Hemmesjö, Småland   |       | 56.863270, 14.993822 | 10071700220001 | Ladda upp en bild av detta fornminne |
| Hemmesjö 23:1                        | Minnesmärke                 |              | Hemmesjö, Småland   |       | 56.860690, 15.001385 | 10071700230001 | Ladda upp en bild av detta fornminne |
| Hemmesjö 24:1                        | Röse                        |              | Hemmesjö, Småland   |       | 56.867246, 14.993676 | 10071700240001 | Ladda upp en bild av detta fornminne |
| Hemmesjö 25:1                        | Röse                        |              | Hemmesjö, Småland   |       | 56.863347, 14.999556 | 10071700250001 | Ladda upp en bild av detta fornminne |
| Hemmesjö 26:1                        | Röse                        |              | Hemmesjö, Småland   |       | 56.864286, 14.999758 | 10071700260001 | Ladda upp en bild av detta fornminne |
| Hemmesjö 27:1                        | Stenkammargrav              |              | Hemmesjö, Småland   |       | 56.858260, 14.993597 | 10071700270001 | Ladda upp en bild av detta fornminne |
| Hemmesjö 28:1                        | Röse                        |              | Hemmesjö, Småland   |       | 56.856451, 14.994352 | 10071700280001 | Ladda upp en bild av detta fornminne |
| Hemmesjö 29:1                        | Gravfält                    |              | Hemmesjö, Småland   |       | 56.844489, 14.995284 | 10071700290001 | Ladda upp en bild av detta fornminne |
| Hemmesjö 30:1                        | Gravfält                    |              | Hemmesjö, Småland   |       | 56.845817, 14.996149 | 10071700300001 | Ladda upp en bild av detta fornminne |
| Hemmesjö 31:1                        | Gravfält                    |              | Hemmesjö, Småland   |       | 56.844794, 14.999286 | 10071700310001 | Ladda upp en bild av detta fornminne |
| Hemmesjö 32:1                        | Gravfält                    |              | Hemmesjö, Småland   |       | 56.849229, 14.988921 | 10071700320001 | Ladda upp en bild av detta fornminne |
| Hemmesjö 33:1                        | Röse                        |              | Hemmesjö, Småland   |       | 56.823790, 14.938168 | 10071700330001 | Ladda upp en bild av detta fornminne |
| Hemmesjö 33:2                        | Stensättning                |              | Hemmesjö, Småland   |       | 56.823790, 14.938168 | 10071700330002 | Ladda upp en bild av detta fornminne |
| Hemmesjö 34:1                        | Gravfält                    |              | Hemmesjö, Småland   |       | 56.829507, 14.940007 | 10071700340001 | Ladda upp en bild av detta fornminne |
| Hemmesjö 36:1                        | Hällristning                |              | Hemmesjö, Småland   |       | 56.829307, 14.937519 | 10071700360001 | Ladda upp en bild av detta fornminne |
| Hemmesjö 37:1                        | Röse                        |              | Hemmesjö, Småland   |       | 56.837591, 14.942600 | 10071700370001 | Ladda upp en bild av detta fornminne |
| Hemmesjö 38:1                        | Röse                        |              | Hemmesjö, Småland   |       | 56.826705, 14.953965 | 10071700380001 | Ladda upp en bild av detta fornminne |
| Väderkvarnsröset (Hemmesjö 40:1)     | Röse                        |              | Hemmesjö, Småland   |       | 56.833897, 14.944913 | 10071700400001 | Ladda upp en bild av detta fornminne |
| Hemmesjö 42:1                        | Röse                        |              | Hemmesjö, Småland   |       | 56.844925, 14.976628 | 10071700420001 | Ladda upp en bild av detta fornminne |
| Hemmesjö 43:1                        | Röse                        |              | Hemmesjö, Småland   |       | 56.839599, 14.942201 | 10071700430001 | Ladda upp en bild av detta fornminne |
| Hemmesjö gamla kyrka (Hemmesjö 44:1) | Begravningsplats            |              | Hemmesjö, Småland   |       | 56.852431, 14.936669 | 10071700440001 | Ladda upp en bild av detta fornminne |
| Hemmesjö 45:1                        | Gravfält                    |              | Hemmesjö, Småland   |       | 56.857115, 14.931119 | 10071700450001 | Ladda upp en bild av detta fornminne |
| Hemmesjö 48:1                        | Röse                        |              | Hemmesjö, Småland   |       | 56.908322, 14.991463 | 10071700480001 | Ladda upp en bild av detta fornminne |
| Hemmesjö 48:2                        | Röse                        |              | Hemmesjö, Småland   |       | 56.908128, 14.991547 | 10071700480002 | Ladda upp en bild av detta fornminne |
| Hemmesjö 48:3                        | Stensättning                |              | Hemmesjö, Småland   |       | 56.908227, 14.991368 | 10071700480003 | Ladda upp en bild av detta fornminne |
| Hemmesjö 49:1                        | Gravfält                    |              | Hemmesjö, Småland   |       | 56.864740, 14.968330 | 10071700490001 | Ladda upp en bild av detta fornminne |
| Hemmesjö 50:1                        | Gravfält                    |              | Hemmesjö, Småland   |       | 56.863347, 14.967125 | 10071700500001 | Ladda upp en bild av detta fornminne |
| Hemmesjö 51:1                        | Hög                         |              | Hemmesjö, Småland   |       | 56.864167, 14.966548 | 10071700510001 | Ladda upp en bild av detta fornminne |
| Hemmesjö 51:2                        | Stensättning                |              | Hemmesjö, Småland   |       | 56.864126, 14.966644 | 10071700510002 | Ladda upp en bild av detta fornminne |
| Hemmesjö 51:3                        | Stensättning                |              | Hemmesjö, Småland   |       | 56.864098, 14.966510 | 10071700510003 | Ladda upp en bild av detta fornminne |
| Kungastenen (Hemmesjö 52:1)          | Grav markerad av sten/block |              | Hemmesjö, Småland   |       | 56.870242, 14.973651 | 10071700520001 | Ladda upp en bild av detta fornminne |
| Kungastenen (Hemmesjö 52:2)          | Stensättning                |              | Hemmesjö, Småland   |       | 56.870014, 14.973836 | 10071700520002 | Ladda upp en bild av detta fornminne |
| Kungastenen (Hemmesjö 52:3)          | Stensättning                |              | Hemmesjö, Småland   |       | 56.870176, 14.973883 | 10071700520003 | Ladda upp en bild av detta fornminne |
| Hemmesjö 53:1                        | Röse                        |              | Hemmesjö, Småland   |       | 56.870713, 14.972450 | 10071700530001 | Ladda upp en bild av detta fornminne |
| Hemmesjö 57:1                        | Stenkammargrav              |              | Hemmesjö, Småland   |       | 56.875612, 14.905096 | 10071700570001 | Ladda upp en bild av detta fornminne |
| Hemmesjö 58:1                        | Stenkammargrav              |              | Hemmesjö, Småland   |       | 56.875343, 14.905285 | 10071700580001 | Ladda upp en bild av detta fornminne |
| Hemmesjö 59:1                        | Grav markerad av sten/block |              | Hemmesjö, Småland   |       | 56.878325, 14.905687 | 10071700590001 | Ladda upp en bild av detta fornminne |
| Hemmesjö 65:1                        | Stensättning                |              | Hemmesjö, Småland   |       | 56.847857, 14.937835 | 10071700650001 | Ladda upp en bild av detta fornminne |
| Hemmesjö 66:1                        | Stenkammargrav              |              | Hemmesjö, Småland   |       | 56.901155, 14.985620 | 10071700660001 | Ladda upp en bild av detta fornminne |
| Hemmesjö 67:1                        | Röse                        |              | Hemmesjö, Småland   |       | 56.906748, 14.995774 | 10071700670001 | Ladda upp en bild av detta fornminne |
| Hemmesjö 68:1                        | Stensättning                |              | Hemmesjö, Småland   |       | 56.843946, 14.938139 | 10071700680001 | Ladda upp en bild av detta fornminne |
| Hemmesjö 69:1                        | Röse                        |              | Hemmesjö, Småland   |       | 56.836333, 14.940905 | 10071700690001 | Ladda upp en bild av detta fornminne |
| Hemmesjö 69:2                        | Stensättning                |              | Hemmesjö, Småland   |       | 56.836226, 14.941120 | 10071700690002 | Ladda upp en bild av detta fornminne |
| Hemmesjö 70:1                        | Stensättning                |              | Hemmesjö, Småland   |       | 56.838972, 14.941258 | 10071700700001 | Ladda upp en bild av detta fornminne |
| Hemmesjö 70:2                        | Stensättning                |              | Hemmesjö, Småland   |       | 56.839067, 14.941201 | 10071700700002 | Ladda upp en bild av detta fornminne |
| Hemmesjö 71:1                        | Stensättning                |              | Hemmesjö, Småland   |       | 56.830531, 14.938673 | 10071700710001 | Ladda upp en bild av detta fornminne |
| Hemmesjö 73:1                        | Stenkammargrav              |              | Hemmesjö, Småland   |       | 56.894688, 14.987460 | 10071700730001 | Ladda upp en bild av detta fornminne |
| Hemmesjö 76:1                        | Stensättning                |              | Hemmesjö, Småland   |       | 56.881380, 14.899636 | 10071700760001 | Ladda upp en bild av detta fornminne |
| Hemmesjö 76:2                        | Hällristning                |              | Hemmesjö, Småland   |       | 56.881380, 14.899636 | 10071700760002 | Ladda upp en bild av detta fornminne |
| Hemmesjö 76:3                        | Röse                        |              | Hemmesjö, Småland   |       | 56.881077, 14.899599 | 10071700760003 | Ladda upp en bild av detta fornminne |
| Hemmesjö 77:1                        | Röse                        |              | Hemmesjö, Småland   |       | 56.882427, 14.895841 | 10071700770001 | Ladda upp en bild av detta fornminne |
| Hemmesjö 77:2                        | Röse                        |              | Hemmesjö, Småland   |       | 56.881952, 14.896050 | 10071700770002 | Ladda upp en bild av detta fornminne |
| Hemmesjö 80:1                        | Röse                        |              | Hemmesjö, Småland   |       | 56.882184, 14.889285 | 10071700800001 | Ladda upp en bild av detta fornminne |
| Hemmesjö 80:2                        | Röse                        |              | Hemmesjö, Småland   |       | 56.882582, 14.889638 | 10071700800002 | Ladda upp en bild av detta fornminne |
| Hemmesjö 81:1                        | Hällristning                |              | Hemmesjö, Småland   |       | 56.882101, 14.889995 | 10071700810001 | Ladda upp en bild av detta fornminne |
| Hemmesjö 81:2                        | Hällristning                |              | Hemmesjö, Småland   |       | 56.882098, 14.890009 | 10071700810002 | Ladda upp en bild av detta fornminne |
| Hemmesjö 81:3                        | Hällristning                |              | Hemmesjö, Småland   |       | 56.882098, 14.889996 | 10071700810003 | Ladda upp en bild av detta fornminne |
| Hemmesjö 82:1                        | Stensättning                |              | Hemmesjö, Småland   |       | 56.880706, 14.890148 | 10071700820001 | Ladda upp en bild av detta fornminne |
| Hemmesjö 82:2                        | Röse                        |              | Hemmesjö, Småland   |       | 56.880861, 14.890003 | 10071700820002 | Ladda upp en bild av detta fornminne |
| Hemmesjö 88:1                        | Stenkammargrav              |              | Hemmesjö, Småland   |       | 56.857543, 15.000997 | 10071700880001 | Ladda upp en bild av detta fornminne |
| Hemmesjö 88:2                        | Röse                        |              | Hemmesjö, Småland   |       | 56.857480, 15.000884 | 10071700880002 | Ladda upp en bild av detta fornminne |
| Hemmesjö 95:1                        | Röse                        |              | Hemmesjö, Småland   |       | 56.844544, 14.973913 | 10071700950001 | Ladda upp en bild av detta fornminne |
| Hemmesjö 120:1                       | Stenkammargrav              |              | Hemmesjö, Småland   |       | 56.847548, 14.910257 | 10071701200001 | Ladda upp en bild av detta fornminne |
| Hemmesjö 120:2                       | Stenkammargrav              |              | Hemmesjö, Småland   |       | 56.847385, 14.909707 | 10071701200002 | Ladda upp en bild av detta fornminne |
| Hemmesjö 131:1                       | Stensättning                |              | Hemmesjö, Småland   |       | 56.841405, 14.923252 | 10071701310001 | Ladda upp en bild av detta fornminne |
| Hemmesjö 134:1                       | Röse                        |              | Hemmesjö, Småland   |       | 56.912219, 14.983646 | 10071701340001 | Ladda upp en bild av detta fornminne |
| Hemmesjö 134:2                       | Röse                        |              | Hemmesjö, Småland   |       | 56.912016, 14.984023 | 10071701340002 | Ladda upp en bild av detta fornminne |
| Hemmesjö 140:1                       | Röse                        |              | Hemmesjö, Småland   |       | 56.844536, 14.937910 | 10071701400001 | Ladda upp en bild av detta fornminne |
| Hemmesjö 146:1                       | Hällristning                |              | Hemmesjö, Småland   |       | 56.913006, 14.962706 | 10071701460001 | Ladda upp en bild av detta fornminne |
| Hemmesjö 148:1                       | Hällristning                |              | Hemmesjö, Småland   |       | 56.898204, 14.982711 | 10071701480001 | Ladda upp en bild av detta fornminne |
| Hullarör (Hemmesjö 154:1)            | Röse                        |              | Hemmesjö, Småland   |       | 56.842365, 14.917411 | 10071701540001 | Ladda upp en bild av detta fornminne |
| Hullarör (Hemmesjö 154:2)            | Röse                        |              | Hemmesjö, Småland   |       | 56.842335, 14.917800 | 10071701540002 | Ladda upp en bild av detta fornminne |
| Hemmesjö 155:1                       | Röse                        |              | Hemmesjö, Småland   |       | 56.833610, 14.943384 | 10071701550001 | Ladda upp en bild av detta fornminne |
| Hemmesjö 156:1                       | Röse                        |              | Hemmesjö, Småland   |       | 56.912585, 14.974209 | 10071701560001 | Ladda upp en bild av detta fornminne |
| Hemmesjö 171                         | Röse                        |              | Hemmesjö, Småland   |       | 56.817263, 14.938608 | 12000000066888 | Ladda upp en bild av detta fornminne |
| Hemmesjö 174                         | Stensättning                |              | Hemmesjö, Småland   |       | 56.822917, 14.938275 | 12000000066894 | Ladda upp en bild av detta fornminne |
| Hemmesjö 214                         | Stensättning                |              | Hemmesjö, Småland   |       | 56.847919, 14.907428 | 12000000067682 | Ladda upp en bild av detta fornminne |
| Hemmesjö 216                         | Stensättning                |              | Hemmesjö, Småland   |       | 56.847824, 14.907431 | 12000000067684 | Ladda upp en bild av detta fornminne |
| Hemmesjö 223                         | Röse                        |              | Hemmesjö, Småland   |       | 56.846551, 14.908833 | 12000000067691 | Ladda upp en bild av detta fornminne |
| Hemmesjö 281                         | Röse                        |              | Hemmesjö, Småland   |       | 56.838579, 14.939491 | 12000000069351 | Ladda upp en bild av detta fornminne |
| Hemmesjö 317                         | Stensättning                |              | Hemmesjö, Småland   |       | 56.878018, 14.985519 | 12000000069549 | Ladda upp en bild av detta fornminne |
| Hemmesjö 329                         | Stensättning                |              | Hemmesjö, Småland   |       | 56.910354, 14.993385 | 12000000069913 | Ladda upp en bild av detta fornminne |
| Hemmesjö 443                         | Stenkammargrav              |              | Hemmesjö, Småland   |       | 56.850711, 14.990020 | 12000000070241 | Ladda upp en bild av detta fornminne |
| Hemmesjö 453                         | Röse                        |              | Hemmesjö, Småland   |       | 56.848423, 14.914848 | 12000000070275 | Ladda upp en bild av detta fornminne |
| Hemmesjö 460                         | Röse                        |              | Hemmesjö, Småland   |       | 56.848481, 14.914884 | 12000000070282 | Ladda upp en bild av detta fornminne |
| Hemmesjö 480                         | Hällbild                    |              | Hemmesjö, Småland   |       | 56.888897, 14.916580 | 12000000070305 | Ladda upp en bild av detta fornminne |
| Hemmesjö 490                         | Röse                        |              | Hemmesjö, Småland   |       | 56.851121, 14.989519 | 12000000070345 | Ladda upp en bild av detta fornminne |
| Hemmesjö 491                         | Stensättning                |              | Hemmesjö, Småland   |       | 56.849410, 14.990116 | 12000000070346 | Ladda upp en bild av detta fornminne |
| Hemmesjö 500                         | Röse                        |              | Hemmesjö, Småland   |       | 56.851904, 14.989127 | 12000000070364 | Ladda upp en bild av detta fornminne |
| Hemmesjö 592                         | Hällristning                |              | Hemmesjö, Småland   |       | 56.862011, 14.999983 | 12000000070506 | Ladda upp en bild av detta fornminne |
| Hemmesjö 599                         | Hällristning                |              | Hemmesjö, Småland   |       | 56.854871, 15.003605 | 12000000070520 | Ladda upp en bild av detta fornminne |
| Hemmesjö 727                         | Gravfält                    |              | Hemmesjö, Småland   |       | 56.850737, 14.944905 | 12000000070869 | Ladda upp en bild av detta fornminne |
| Hemmesjö 758                         | Stensättning                |              | Hemmesjö, Småland   |       | 56.853456, 14.993955 | 12000000070927 | Ladda upp en bild av detta fornminne |
| Hemmesjö 759                         | Stensättning                |              | Hemmesjö, Småland   |       | 56.853299, 14.993739 | 12000000070928 | Ladda upp en bild av detta fornminne |
| Hemmesjö 939                         | Röse                        |              | Hemmesjö, Småland   |       | 56.841617, 14.921777 | 12000000071296 | Ladda upp en bild av detta fornminne |
| Hemmesjö 984                         | Stenkammargrav              |              | Hemmesjö, Småland   |       | 56.846006, 14.912424 | 12000000071391 | Ladda upp en bild av detta fornminne |
| Hemmesjö 986                         | Röse                        |              | Hemmesjö, Småland   |       | 56.845917, 14.911113 | 12000000071393 | Ladda upp en bild av detta fornminne |
| Hemmesjö 1003                        | Röse                        |              | Hemmesjö, Småland   |       | 56.828068, 14.938342 | 12000000071475 | Ladda upp en bild av detta fornminne |